# Miasta w Gruzji
Według danych oficjalnych pochodzących z 2011 roku Gruzja posiadała ponad 60 miast o ludności przekraczającej 2 tys. mieszkańców. Stolica kraju Tbilisi jako jedyne miasto liczyło ponad milion mieszkańców; 3 miasta z ludnością 100÷500 tys.; 3 miasta z ludnością 50÷100 tys., 5 miast z ludnością 25÷50 tys. oraz reszta miast poniżej 25 tys. mieszkańców.

## Największe miasta w Gruzji

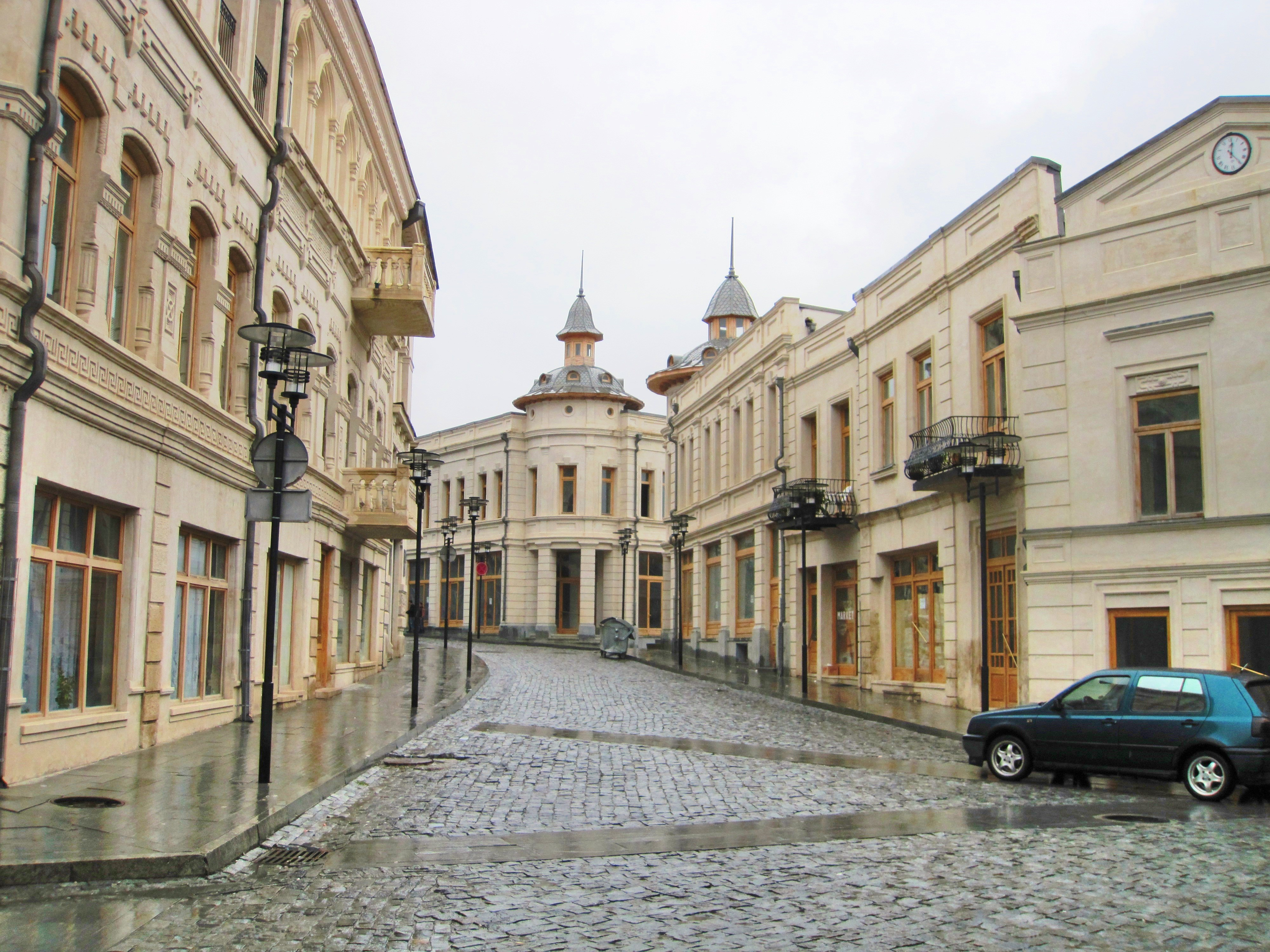
Kutaisi

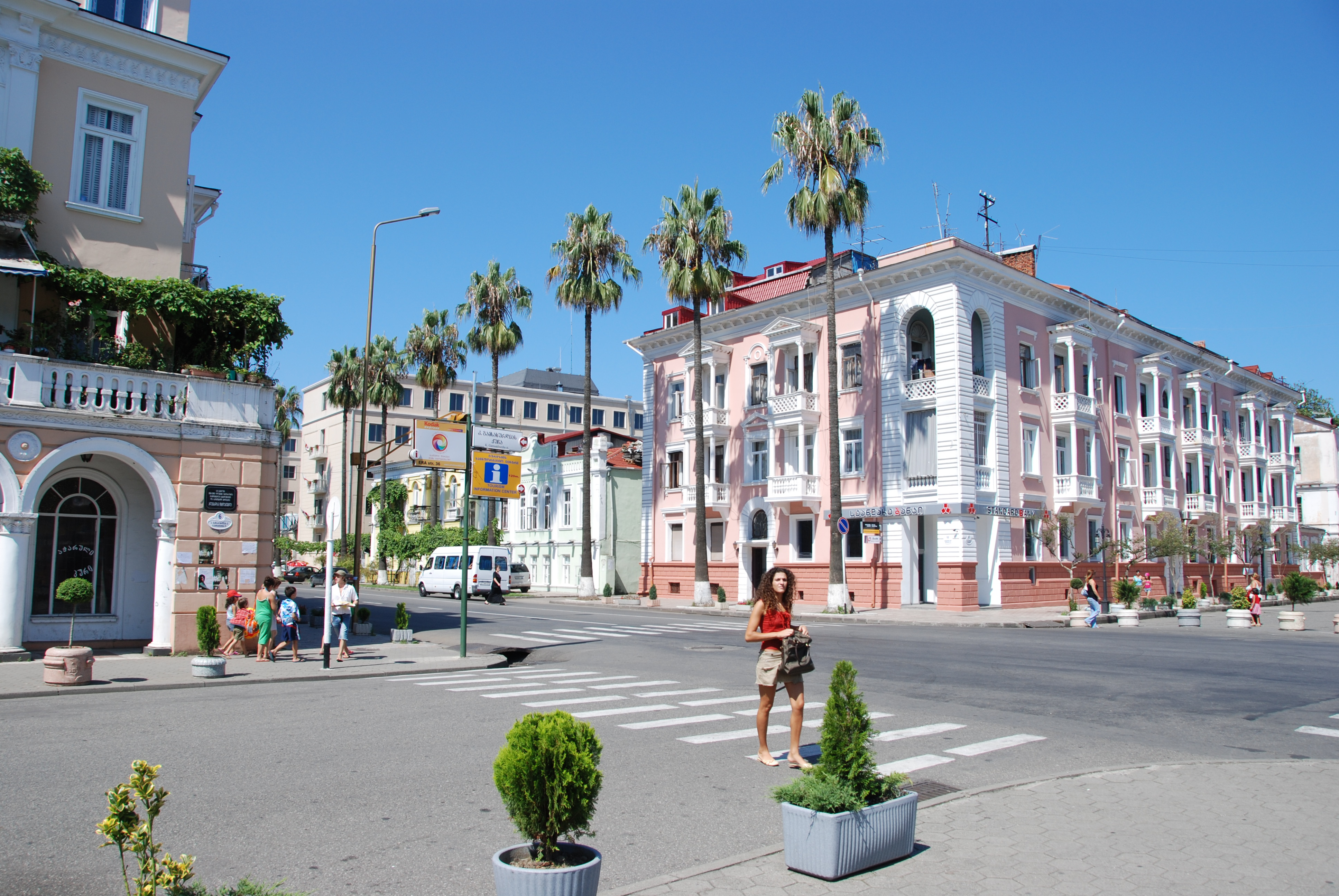
Batumi

Rustawi

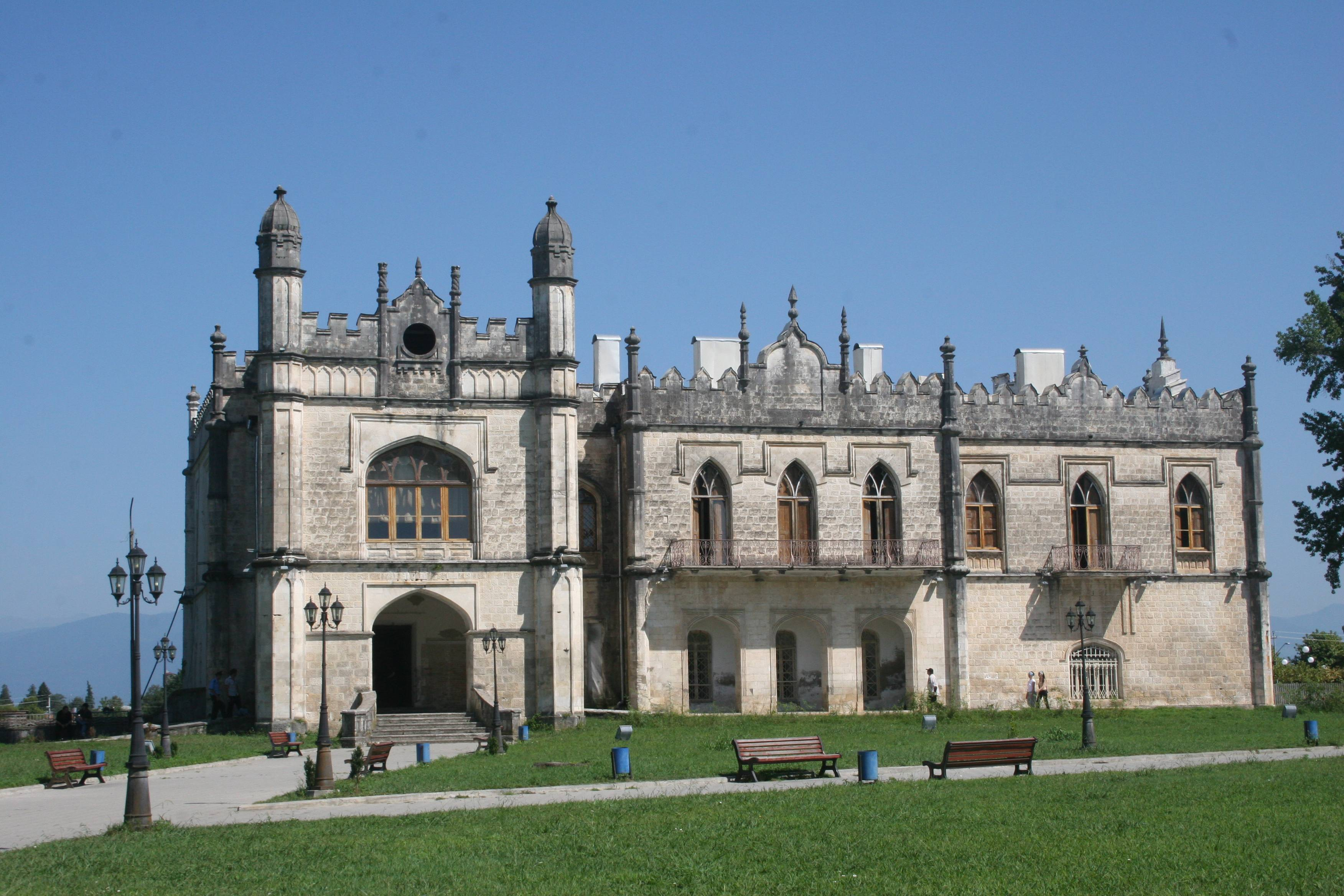
Zugdidi

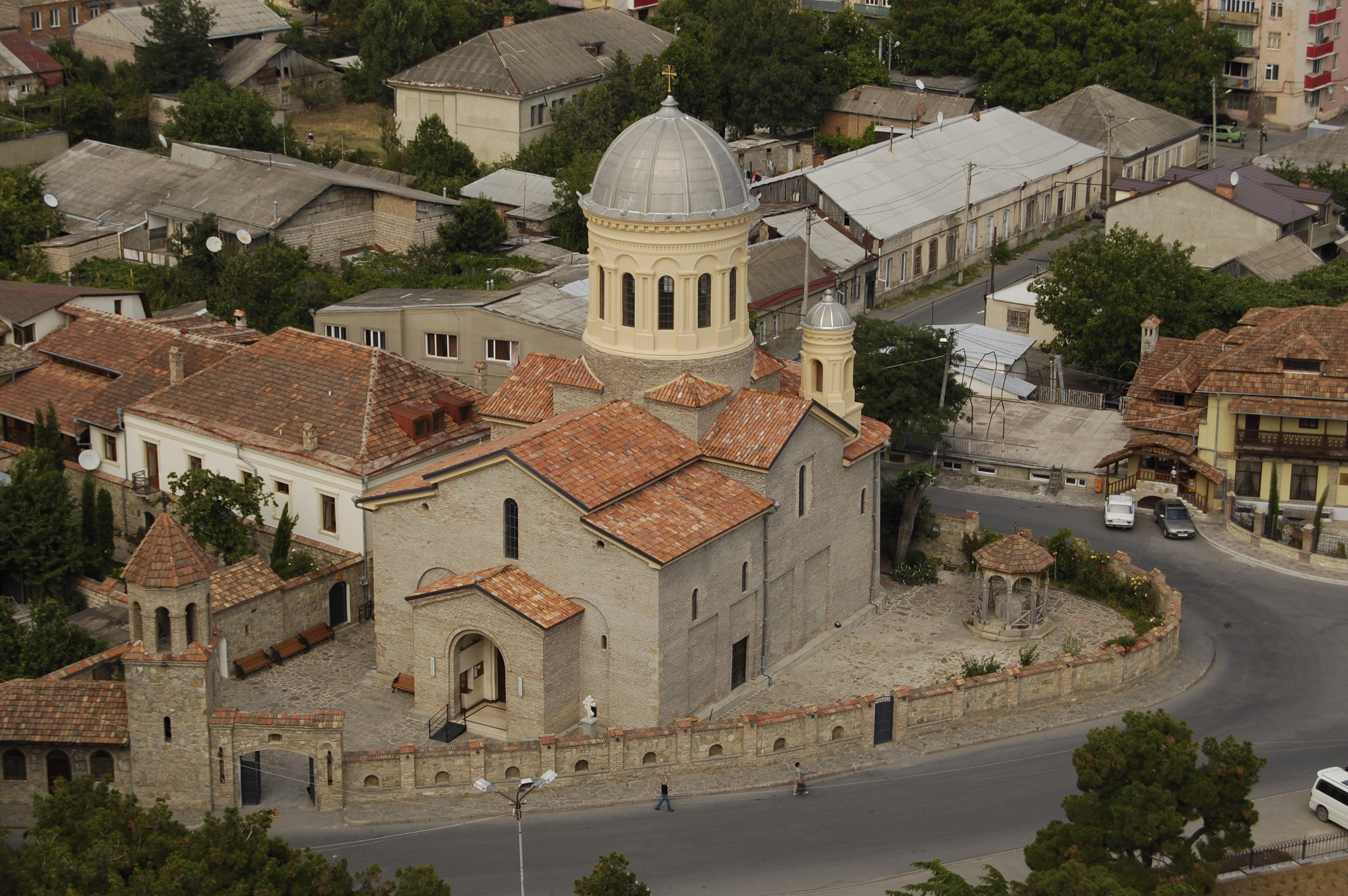
Gori

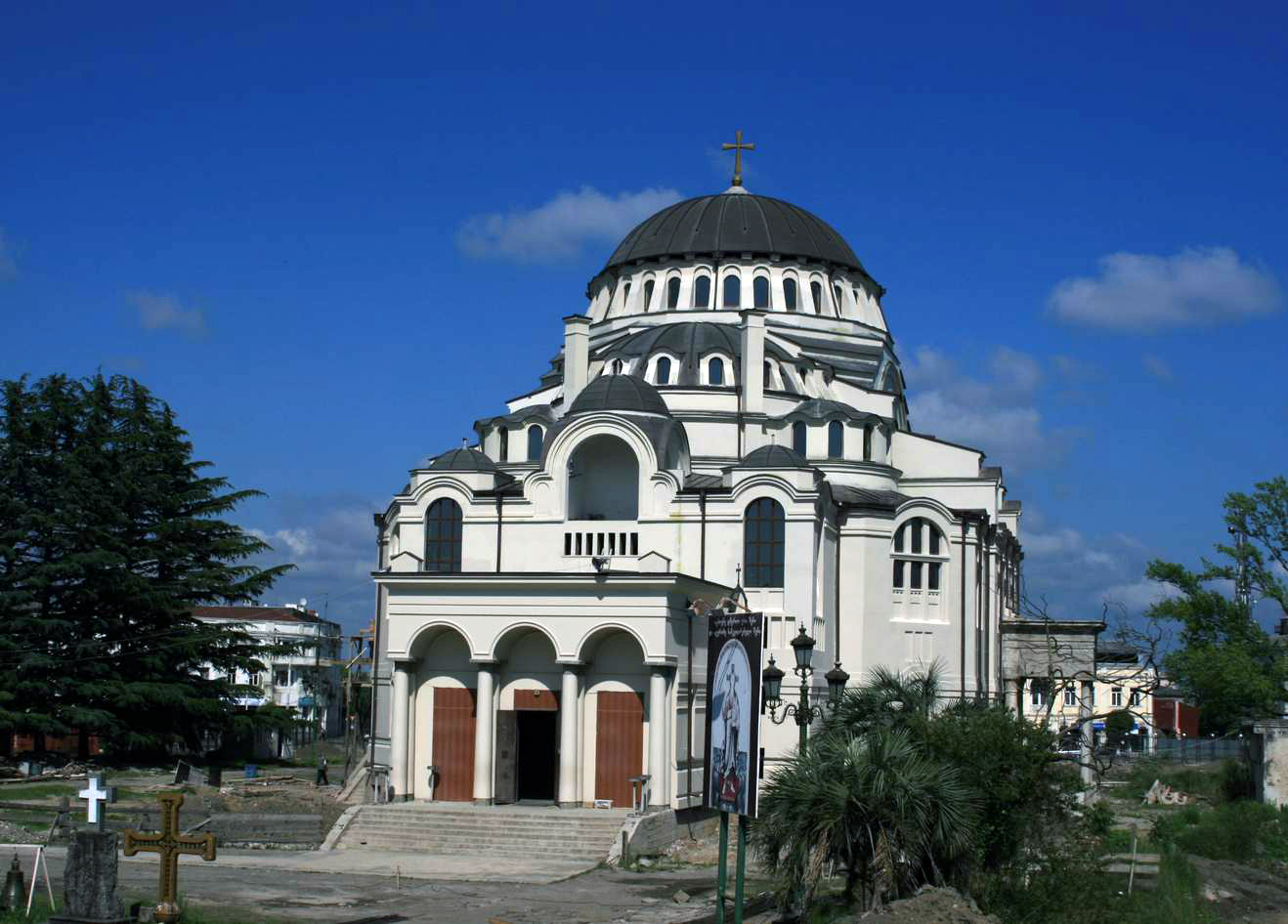
Poti

Największe miasta w Gruzji według liczebności mieszkańców (stan na 01.01.2012):
| L.p. | Miasto                | Region                  | Liczba ludności |
| ---- | --------------------- | ----------------------- | --------------- |
| 1.   | Tbilisi (თბილისი)     | miasto Tbilisi          | 1 172 700       |
| 2.   | Kutaisi (ქუთაისი)     | Imeretia                | 196 800         |
| 3.   | Batumi (ბათუმი)       | Adżaria                 | 125 800         |
| 4.   | Rustawi (რუსთავი)     | Dolna Kartlia           | 122 500         |
| 5.   | Zugdidi (ზუგდიდი)     | Megrelia-Górna Swanetia | 75 700          |
| 6.   | Suchumi (სოხუმი)      | Abchazja                | 62 914          |
| 7.   | Gori (გორი)           | Wewnętrzna Kartlia      | 54 900          |
| 8.   | Poti (ფოთი)           | Megrelia-Górna Swanetia | 47 900          |
| 9.   | Samtredia (სამტრედია) | Imeretia                | 30 400          |

## Alfabetyczna lista miast w Gruzji
(w nawiasie nazwa oryginalna w języku gruzińskim)
- Abasza (აბაშა)
- Achalciche (ახალციხე)
- Achalkalaki (ახალქალაქი)
- Achmeta (ახმეტა)
- Ambrolauri (ამბროლაური)
- Anaklia (ანაკლია)
- Baghdati (ბაღდადი)
- Batumi (ბათუმი)
- Bolnisi (ბოლნისი)
- Bordżomi (ბორჯომი)
- Cageri (ცაგერი)
- Calendżicha (წალენჯიხა)
- Calka (წალკა)
- Cchinwali (ცხინვალი), oset. Цхинвал
- Chaszuri (ხაშური)
- Chobi (ხობი)
- Choni (ხონი)
- Ckaltubo (წყალტუბო)
- Cnori (წნორი)
- Cziatura (ჭიათურა)
- Dedoplisckaro (დედოფლისწყარო)
- Dmanisi (დმანისი)
- Duszeti (დუშეთი)
- Dżwari (ჯვარი)
- Gagra (გაგრა), abch. Гагра
- Gali (გალი), abch. Гал
- Gardabani (გარდაბანი)
- Gori (გორი)
- Gudauta (გუდაუთა), abch. Гәдоуҭа
- Gurdżaani (გურჯაანი)
- Kareli (ქარელი)
- Kaspi (კასპი)
- Kobuleti (ქობულეთი)
- Kutaisi (ქუთაისი)
- Kwaisa (კვაისა), oset. Къуайса
- Kwareli (ყვარელი)
- Lagodechi (ლაგოდეხი)
- Lanczchuti (ლანჩხუთი)
- Marneuli (მარნეული)
- Martwili (მარტვილი)
- Mccheta (მცხეთა)
- Ninocminda (ნინოწმინდა)
- Nowy Aton (ახალი ათონი), abch. Афон Ҿыц
- Oczamczyra (ოჩამჩირე), abch. Очамчыра
- Oni (ონი)
- Ozurgeti (ოზურგეთი)
- Picunda (ბიჭვინთა), abch. Пиҵунда
- Poti (ფოთი)
- Rustawi (რუსთავი)
- Saczchere (საჩხერე)
- Sagaredżo (საგარეჯო)
- Samtredia (სამტრედია)
- Senaki (სენაკი)
- Sighnaghi (სიღნაღი)
- Suchumi (სოხუმი), abch. Аҟәа
- Tbilisi (თბილისი)
- Telawi (თელავი)
- Terdżola (თერჯოლა)
- Tetri Ckaro (თეთრი წყარო)
- Tkibuli (ტყიბული)
- Tkwarczeli (ტყვარჩელი), abch. Тҟәарчал
- Wale (ვალე)
- Wani (ვანი)
- Zestaponi (ზესტაფონი)
- Zugdidi (ზუგდიდი)